# Папазоглува къща
Папазоглувата къща (на гръцки: Αρχοντικό Παπάζογλου) е възрожденска къща в град Костур, Гърция. Леонидас Папазоглу е известен костурски фотограф от края на XIX – началото на XX век.
Къщата е разположена в южната традиционна махала Долца (Долцо) на улица „Венизелос“ № 22, срещу Стефановата къща. Сградата е на два етажа и е поддържана.